# Besuch von Angela Merkel in Aserbaidschan (2018)

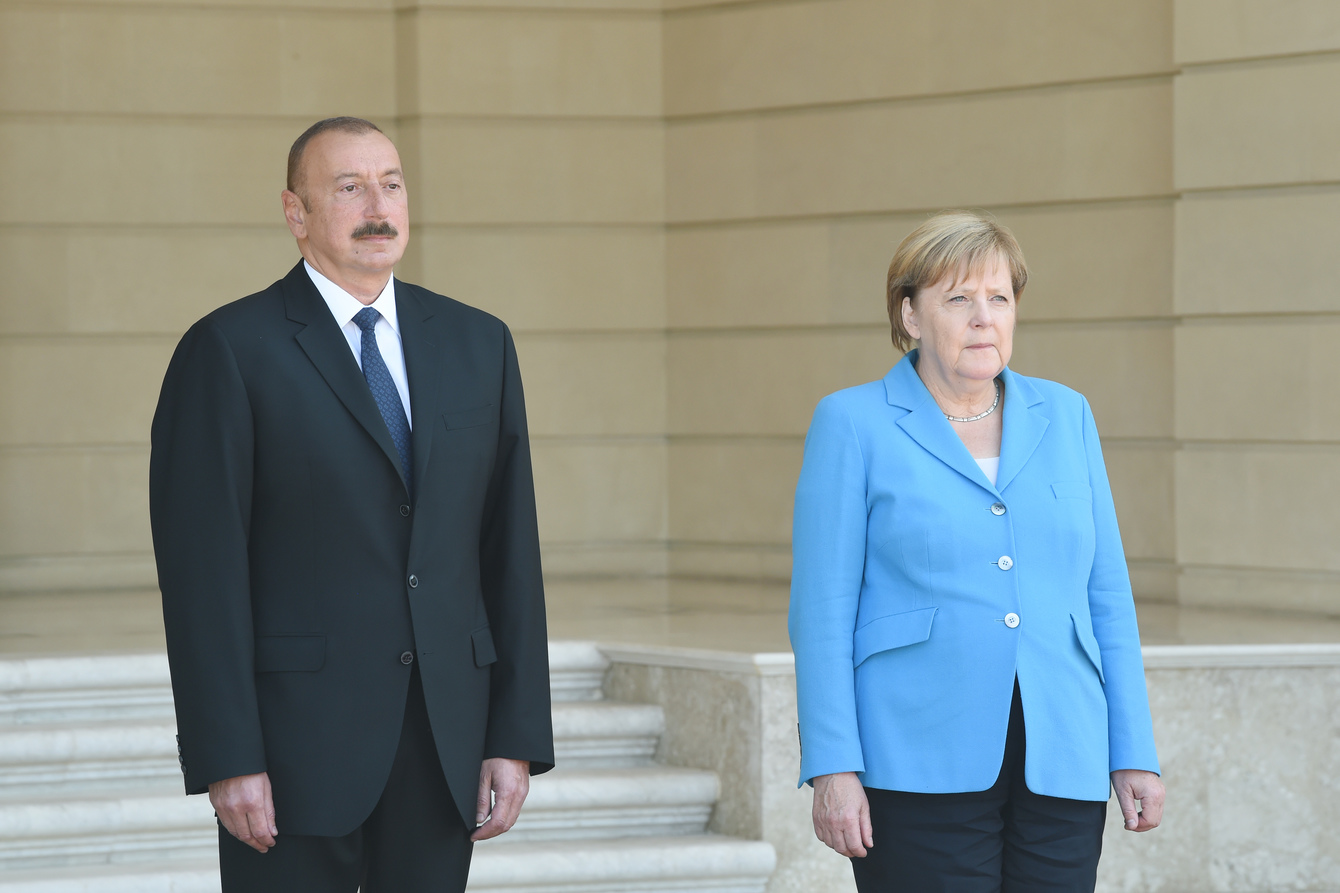
İlham Əliyev und Angela Merkel

Der Besuch von Angela Merkel in Aserbaidschan dauerte am 25. August 2018 nur einen Tag.
Die deutsche Bundeskanzlerin Angela Merkel reiste am 25. August 2018 für einen eintägigen offiziellen Besuch nach Aserbaidschan. Ihr erster Besuch in dem Land bildete den Abschluss einer dreitägigen Auslandsreise durch den Südkaukasus. Vorherige Stationen waren Georgien und Armenien.

## Spannungen
Fünf Tage vor dem geplanten Besuch teilte die aserbaidschanische Regierung mit, dass der thüringische Bundestagsabgeordnete Albert Weiler (CDU) keine Einreisegenehmigung erhalten werde. Weiler sollte wie weitere Abgeordnete Merkel auf ihrer Reise begleiten. Hintergrund sind zwei Besuche Weilers 2014 und Anfang 2016 in der Region Bergkarabach, deren Gebiet zwischen Armenien und Aserbaidschan umstritten ist, ohne Genehmigung und Meldung an Aserbaidschan. Ein Sprecher des Außenministeriums von Aserbaidschan teilte mit, Weiler stehe deshalb auf einer Liste unerwünschter Personen. Weiler betonte den rein informativen Charakter seiner Reisen.
Schlichtungsgespräche des Auswärtigen Amtes mit dem aserbaidschanischen Botschafter in Berlin scheiterten am selben Tag. In einem Gespräch am folgenden Morgen kamen Merkel und Weiler überein, an dem Besuch festhalten zu wollen. Merkel sagte zu, dass sie gegenüber Präsident İlham Əliyev deutlich Kritik an der Einreiseverweigerung üben werde. Anstelle von Weiler wird nun der stellvertretende Vorsitzende der Unionsfraktion Johann Wadephul Merkel begleiten.